# بخش ریو سان خوان
بخش ریو سان خوان (به لاتین: Río San Juan Department) یک منطقهٔ مسکونی در نیکاراگوئه است که در نیکاراگوئه واقع شده‌است. بخش ریو سان خوان ۷٬۴۷۳ کیلومتر مربع مساحت و ۱۲۷٬۲۲۵ نفر جمعیت دارد.